# Бочек I из Подебрад
Бочек I из Подебрад (Бочек I из Кунштата и Подебрад) (чеш. Boček I. z Kunštátu a Poděbrad, нем. Botschek I. of Podiebrad; умер в 1373 году) — моравско-чешский магнат, основатель Подебрадской линии дома панов из Кунштата.

## Биография
Неизвестно, когда и где родился Бочек. Второй сын Герхарда (Геральта) из Кунштата. Его отец служил камергером (чеш. Komorník) при дворах в Брно и Зноймо. Бочек, вероятно, вырос в Моравии. До 1350 года Бочек из Куншата находился в Богемии, где служил при королевском дворе в Праге, приобретя расположение короля Карла IV Люксембургского. Около 1350 года Бочек получил от короля в ленное владение ряд небольших выморочных имений.
В 1351 году или раньше Бочек из Кунштата женился на Елизавете из Лихтенбурка (чеш. Eliska z Lichtemburka), дочери Генриха Лихтенбурга из замка Жлебы. Благодаря этому браку, Бочек из Кунштата унаследовал Подебрадское панство, которое ему передал в наследственное владение чешский король Карл Люксембургский. В документе, датируемом 1353 годом, он назвал себя впервые Бочеком из Подебрад. Позднее он именовал себя Бочеком из Кунштата и Подебрад. Бочек основал подебрадскую линию кунштатского дома. Подебрадский замок был родовой резиденцией на протяжении нескольких поколений рода.
С 1353 по 1358 год Бочек из Кунштата и Подебрад занимал должность чашника при дворе короля Чехии Карла Люксембургского. Пользуясь благосклонностью и расположением монарха, Бочек из Кунштата и Подебрад стремился расширить свои родовые владения в Моравии и Чехии. До 1365 года он построил замок Обрани в непосредственной близости от города Бистршице-под-Гостинем в Гостинских горах. Замок был назван в замка Обрани в Брно, прежней резиденции семьи Кунштат. Поскольку замок Обрани был построен без разрешения короля Карла IV и его младшего брата, маркграфа Иоганна Генриха Моравского, по королевскому указу замок был разрушен.
В Моравии Бочек из Кунштата и Подербад приобрел город Потштат, а в 1365 году — половину города Простеёв. В 1369 году он купил город и замок Бучовице у Эрхарда из Бучовице. В 1371 году Бочек из Подербад приобрел замок Литице в Восточной Богемии.
Бочек из Кунштата и Подебрад скончался в 1373 году. Его владения унаследовал старших из трех сыновей, Бочек II из Подебрад.

## Семья
От брака с Елизаветой (Элишкой) Лихтенбурк у Бочека было три сына и одна дочь:
- Бочек II из Кунштата и Подебрад (умер в 1416)
- Гинек (Генрих) (ум. после 1376 года)
- Яцек (Ян) (ум. после 1393 года)
- Елизавета (ум. в 1402 году), настоятельница женского монастыря Святого Георгия в Праге.